# Liste der Monuments historiques in Millières (Haute-Marne)
Die Liste der Monuments historiques in Millières führt die Monuments historiques in der französischen Gemeinde Millières auf.

## Liste der Immobilien
| Bezeichnung         | Beschreibung | Standort               | Kennzeichnung | Schutzstatus | Datum | Bild           |
| ------------------- | ------------ | ---------------------- | ------------- | ------------ | ----- | -------------- |
| Kirche St-Gengoulph | Portal       | Rue de l’Église (Lage) | PA00079150    | Inscrit      | 1929  | weitere Bilder |

## Liste der Objekte
| Bezeichnung                | Beschreibung | Standort                          | Kennzeichnung | Schutzstatus | Datum | Bild |
| -------------------------- | --- | --------------------------------- | ------------- | ------------ | ----- | ---- |
| Hauptaltar                 | Altartisch, Tabernakel, Retabel und Gemälde; Holz, farbig gefasst und vergoldet, Ölfarbe auf Leinwand, 18. Jahrhundert | in der Kirche St-Gengoulph (Lage) | PM52000902    | Classé       | 1976  |      |
| Skulptur Madonna mit Kind  | Kalkstein, farbig gefasst und vergoldet, zweite Hälfte des 17. Jahrhunderts                                            | in der Kirche St-Gengoulph (Lage) | PM52001799    | Inscrit      | 1976  |      |
| Altarkreuz                 | Kupfer, 18. Jahrhundert                                                                                                | in der Kirche St-Gengoulph (Lage) | PM52000901    | Classé       | 1976  |      |
| Skulptur Heiliger Nikolaus | Kalkstein, farbig gefasst und vergoldet, zweite Hälfte des 17. Jahrhunderts                                            | in der Kirche St-Gengoulph (Lage) | PM52001800    | Inscrit      | 1976  |      |